# Sortland
Sortland – norweskie miasto i gmina leżąca w regionie Nordland.
Sortland jest 153. norweską gminą pod względem powierzchni.

## Demografia
Według danych z roku 2005 gminę zamieszkuje 9536 osób. Gęstość zaludnienia wynosi 13,37 os./km². Pod względem zaludnienia Sortland zajmuje 108. miejsce wśród norweskich gmin.
| ludność stan na 1 stycznia 2005 |         |           |       |
|                                 | kobiety | mężczyźni | razem |
| osób                            | 4725    | 4811      | 9536  |
| %                               | 49,55%  | 50,45%    | 100%  |

| wykształcenie stan na 1 października 2004 |        |         |        |        |
|                                           | podst. | średnie | wyższe | niezn. |
| osób                                      | 1767   | 4148    | 1260   | 170    |
| %                                         | 24,06% | 56,47%  | 17,15% | 2,31%  |

## Edukacja
Według danych z 1 października 2004:
- liczba szkół podstawowych (norw. grunnskolar): 10
- liczba uczniów szkół podst.: 1467

## Władze gminy
Według danych na rok 2011 administratorem gminy (norw. rådmann) jest Rolf Michael Lossius, natomiast burmistrzem (norw. ordfører, d. borgermester) jest Svein Roar Jacobsen.